# Hajime Ishimatsu
Hajime Ishimatsu (jap. 石松 元, Ishimatsu Hajime; * um 1940) ist ein japanischer Jazzmusiker (Schlagzeug).
Hajime Ishimatsu spielte ab den frühen 1960er-Jahren in der japanischen Musikszene. Erste Aufnahmen entstanden 1960, als er mit Musikern wie Yūji Ōno und Taizo Nakajima die Sängerin Martha Miyake begleitete. In den 1970er-Jahren spielte er mit Steve Marcus/Jiro Inagaki (Something, 1970), in Jiro Inagakis Band Soul Media, außerdem  mit Hiroshi Okazaki, Kazuo Yashiro, Mari Nakamoto, Irene Kral (Angel Eyes – Live in Tkio, 1977), Tadao Hayashi, im Shōji Yokouchi Quartett (Blonde on the Rocks, 1976), im Yuri Tashiro Piano Trio (mit dem Bassisten Kunimitsu Inaba) und mit dem Sänger George Kizu (The Lady Is a Tramp, 1977).
In den folgenden Jahrzehnten arbeitete er auch mit Hozan Yamamotos Ensemble Shakuhachi 1979 (The Shakuhachi, 1981), mit Bingo Mikis Inner Galaxy Orchestra, mit Harumi Kaneko, Miki Matsubara, Norio Maeda. Im Bereich des Jazz listet ihn Tom Lord zwischen 1960 und 2001 bei 32 Aufnahmesessions, zuletzt mit Martha Miyake. Zu hören ist er außerdem auf mehreren Alben der 1970er-Jahre mit Schlagzeugmusik.

## Diskographische Hinweise
- Kunihiko Suzuki and Venus, Hajime Ishimatsu, Kiyoshi Tanaka: Dynamic Drum Complete Album (Union, 1971)
- Kunihiko Suzuki and Venus, Hajime Ishimatsu: Drum Beat Drum (Drum)
- Takeshi Inomata, Takeshi Inomata, Kiyoshi Tanaka, Hajime Ishimatsu: 4 Big Drumers Hit Pops Special (Teichiku Records)
- Hajime Ishimatsu & Golden Pops Orchestra: Drums Big Hits 16 (Columbia)
- Jiro Inagaki and Soul Media: Funky Stuff (NIPPON Columbia, 1975)[2]